# Ištin
Ištin era una princesa (durkiš) de la Dinastía Aqueménida, probablemente hija del rey persa Darío I (reinado: 521 a. C.-485 a. C.). Es únicamente mencionada en una de las Tablillas de la Fortaleza de Persépolis (PF 823), donde recibe la ración de dos ovejas. Es mujer de cierto Bakeya, tal vez identificable con Bageo, un sátrapa de Lidia que aparece en el relato del historiador griego Heródoto de Halicarnaso. Un hijo de Bageo, Mardontes, fue uno de los generales persas durante la batalla de Mícala (479 a. C.).